# Universität Liechtenstein

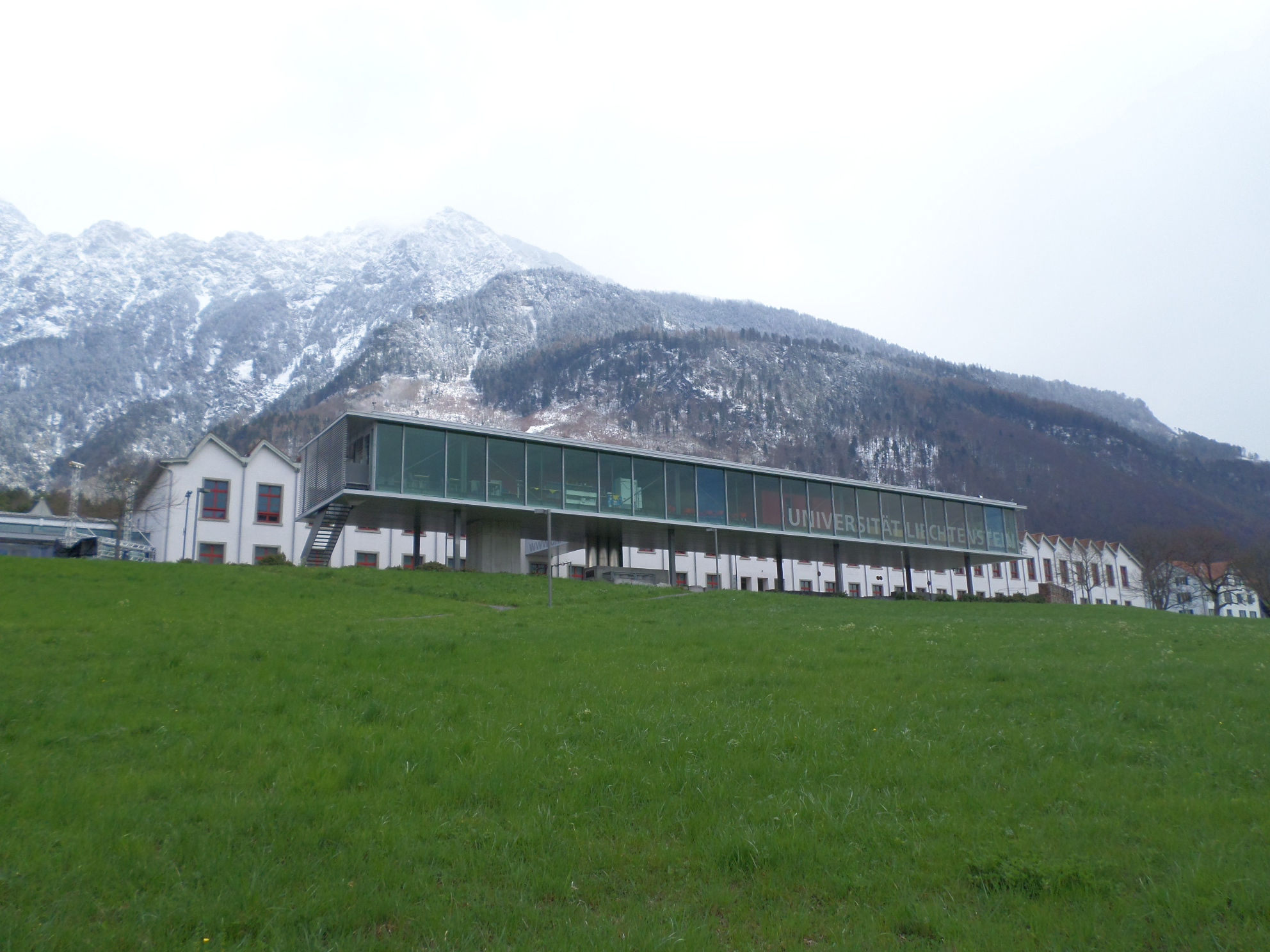
Universität Liechtenstein

Die Universität Liechtenstein ist eine staatliche Hochschule mit den fachlichen Schwerpunkten Architektur und Raumentwicklung und Wirtschaftswissenschaften (Entrepreneurship, Finance, Wirtschaftsinformatik, Wirtschaftsrecht). Sie hat ihren Sitz in Vaduz im Fürstentum Liechtenstein. Die inhaltliche Fokussierung orientiert sich an den Bedürfnissen der Wirtschaft, Politik und Gesellschaft Liechtensteins sowie der angrenzenden Region (Alpenrheintal, Bodensee).

## Geschichte
Vorläufer ist das 1961 auf Initiative von Wirtschaft und Staat gegründete Abendtechnikum Vaduz. 1988 entstand aus dem Abendtechnikum die Liechtensteinische Ingenieurschule (LIS). Im Jahre 1992 wurde die LIS als Fachhochschule anerkannt. 1997 erfolgte die Umwandlung der LIS zur Fachhochschule Liechtenstein als Stiftung des öffentlichen Rechts und 2005 erfolgte die Umwandlung zur Hochschule Liechtenstein. Im Juli 2008 erteilte die Regierung des Fürstentums Liechtenstein die Genehmigung zur Durchführung von Doktoratsstudiengängen (Promotionsrecht).
Der offizielle Übergang zur «Universität Liechtenstein» wurde zum 1. Februar 2011 auf der Basis des vom Landtag des Fürstentums Liechtenstein verabschiedeten Gesetzes über die Universität Liechtenstein (25. November 2010) vollzogen, nachdem das Organ für Akkreditierung und Qualitätssicherung der Schweizerischen Hochschulen (OAQ) auf der Basis einer umfangreichen Evaluation die Erfüllung der Qualitätsrichtlinien der Schweizerischen Universitätskonferenz (SUK) bestätigt hat. Träger sind der Staat und Organisationen der Wirtschaft. Rund 800 Studenten sind in den Bachelor-, Master-, Doktorats- und Masterprogrammen eingeschrieben.

## Schools
Seit dem 1. Januar 2023 ist die Universität Liechtenstein in drei fach- und zwei lehrbezogene Schools organisiert
- Liechtenstein Business School
- Liechtenstein Business Law School
- Liechtenstein School of Architecture
- Liechtenstein Undergraduate/Graduate School
- Liechtenstein Executive School

Die Liechtenstein Undergraduate/Graduate School (Art. 3a HSG) wird gemeinsam mit den fachbezogenen Schools die Qualität in den Ausbildungsprogrammen auf Bachelor, Master- und Doktoratsebene nachhaltig sicherstellen. Die Liechtenstein Executive School als zentrale Koordinations- und Organisationsstelle der Weiterbildung hat zum Ziel, das interdisziplinäre Angebot basierend auf der Zusammenarbeit der fachlichen Schools für das Land und die Region nachhaltig zu stärken.

## Bachelor-, Master- und Doktoratsstudiengänge
- Architektur (BSc Arch., MSc Arch.)
- Betriebswirtschaftslehre BWL (BSc)
- Innovative Finance (MSc)
- Entrepreneurship & Management (MSc)
- Information Systems (MSc)
- Wirtschaftswissenschaften (Dr. rer. oec., Ph.D.)
- Architektur und Raumentwicklung (Dr. sc.)
- Wirtschaftsrecht (Dr. iur.)

Die Diplome sind staatlich anerkannt und erfüllen die EU-Richtlinien über die gegenseitige Anerkennung der Diplome, Prüfungserfordernisse und sonstigen Befähigungsausweise.

### Bachelorstudiengänge
Die Bachelorstudiengänge dauern mindestens sechs Semester (180 ECTS). Es werden Bachelorstudiengänge in den Fachrichtungen Architektur (BSc Arch.) und Betriebswirtschaftslehre (BSc) angeboten.

### Masterstudiengänge
Die Masterstudiengänge (MSc) dauern mindestens vier Semester (120 ECTS). Angeboten werden Masterstudiengänge für die Bereiche
- Architektur (MSc Arch.),
- Innovative Finance (MSc),
- Information Systems (MSc),
- Entrepreneurship und Management (MSc).

### Doktoratsstudiengänge
Das Doktorat kann im dritten Studienzyklus erlangt werden (mindestens drei Jahre). Verfügbar sind Studiengänge zu den Themenbereichen Architektur und Raumentwicklung sowie Wirtschaftswissenschaften und Wirtschaftsrecht.

## Weiterbildungsprogramme
Die Universität Liechtenstein bietet verschiedene Weiterbildungsprogramme an. Neben kompakten Formaten wie Intensivkursen, Workshops, Seminaren, Tagungen und Konferenzen umfasst das Angebot auch folgende Master-, Diplom- und Zertifikatsstudiengänge in unterschiedlichen Fachrichtungen.
| MBA - Technologie & Innovation - Corporate Finance & Accounting Executive MBA - International Asset Management Executive Master of Laws (LL.M.) - Gesellschafts-, Stiftungs- und Trustrecht - International Taxation - Bank- und Finanzmarktrecht | Diplom- und Zertifikatsstudiengänge - Certificate of Advanced Studies (CAS): Blockchain und FinTech - Zertifikatsstudiengang Blockchain & Fintech - Zertifikatsstudiengang Nationales und Internationales Steuerrecht - Diplomstudiengang Treuhandwesen - Zertifikatsstudiengang Treuhandwesen - Zertifikatsstudiengang Wirtschaftsstrafrecht - Zertifikatsstudiengang Trustrecht - Zertifikatsstudiengang Intellectual Property - Zertifikatsstudiengang Compliance-Officer - Zertifikatsstudiengang Industrie 4.0 Management |

## Forschung
Der gesetzliche Auftrag sowie die international üblichen Hochschulstandards verpflichten die Universität Liechtenstein zu Forschung. Forschung bildet neben der Aus- und Weiterbildung die zweite Säule der Universität. Unter dem Motto Lokale Ausrichtung – internationale Einbettung sieht die Universität Liechtenstein ihre primäre Aufgabe darin, die wirtschaftliche und gesellschaftliche Entwicklung Liechtensteins positiv zu beeinflussen und das vorhandene Forschungs-Know-how erfolgreich in den entstehenden europäischen Forschungsraum einzubetten. Forschung soll den Transfer von neuestem Wissen in die Lehre und Praxis gewährleisten. Forschungsschwerpunkte sind:
- Architektur: Nachhaltiges Bauen, Architektur und Theorie, Nachhaltige Raumentwicklung[23]
- Entrepreneurship: Entrepreneurial Learning, Teamlearning, Entrepreneurial Marketing, Innovationsmanagement, Internationales und strategisches Management, Wissensarbeit und Wissensmanagement sowie Familienunternehmen[24]
- Finance: Banking and Finance, Internationale Besteuerung, Unternehmensbesteuerung, Vermögensplanung[25]
- Wirtschaftsinformatik: Digital Innovation, Process Management, Sustainably Digital, Content Management, Enterprise Resource Planning, Big Data Analytics, Culture Assessment und Digital Nudging[26]
- Wirtschaftsrecht: Gesellschafts-, Stiftungs- und Trustrecht; Bank- und Finanzmarktrecht; Wirtschaftsstrafrecht, Compliance und Digitalisierung; Betriebswirtschaftliche Steuerlehre und Steuerrecht; Center für Philantropie; Themenlab Rezeption und Entwicklung des liechtensteinischen Rechts[27]

## Wissens- und Technologietransfer
Forschung sowie Wissens- und Technologietransfer gehören zum gesetzlichen Auftrag der Universität Liechtenstein. Sie stehen in engem Bezug zur Lehre und ergänzen diese. Der jeweils neueste Wissensstand und die Problemlösungskompetenz werden anhand von Projekten aus der Praxis vermittelt. Auch die Wirtschaft benötigt die Forschungskapazität der Universität. 

## Persönlichkeiten
- Dieter Jüngling (* 1957 in Basel), Schweizer Architekt und Hochschullehrer
- Dietrich Schwarz (* 1964 in Chur), Schweizer Architekt und Hochschullehrer
- Urs Meister (* 1964), Schweizer Architekt und Hochschullehrer

## Studiengebühren
Die Studiengebühren betragen in den Bachelor-, Master- und Doktoratsstudiengängen 950 Schweizer Franken für EU/EWR sowie Schweizer Bürger und 1250 Schweizer Franken für andere Staatsangehörige pro Semester. Gaststudierende im Rahmen von Austauschprogrammen (Erasmus-Programm) zahlen keine Studiengebühren.